# 陳曾熙
陳曾熙（1923年—1986年3月8日），原籍廣東順德，是香港大型地產商恆隆集團之創辦人兼首任董事長，陳啟宗、陈乐宗（陳絜宗）之父親，陳曾熙家族主要成員。

## 生平
陳曾熙的家庭富有，在二戰前，留學日本，攻讀土木工程。之後，任職伍宜孫家族的永隆集團，負責外匯、樓宇按揭等。在1950年代初，自立大隆地產。其弟陳曾燾來香港助兄長發展，外包政府及其他地產發展商的建築項目。陳曾熙在1960年9月13日創立恒隆集團，並在1960年代初贏得與政府換地權益，早前購下九龍荔園毗鄰的九華徑山地，給興建瑪嘉烈醫院，所以交換得何文田發展恆信園，獲利甚豐。在1970年代始，陳曾熙致力業務多元化，由日本引入乾洗，及經營石油氣、停車場、金融、保險等。1972年帶領恒隆上市。1977年，發展九龍灣德福花園和淘大花園，其後1984年興建康山花園、康怡花園等。1985年，陳曾熙發現身患重病，即深居簡出，並曾到外國求醫。1986年初病發入住伊利沙伯醫院，3月8日病逝，終年63歲。3月10日上午出殯，隨即火葬。陳曾熙遺下一妻三子，家屬遵照遺願設立「陳曾熙紀念基金」以培養後進，遺產由舊屬殷尚賢當基金信托人。
晨兴集团是其子陳啟宗、陈乐宗創辦，是一家集創投、地產等多元事業的企業。
2014年9月，陈启宗、陈乐宗兄弟以晨兴基金会名义向哈佛大学捐赠3.5亿美元，捐赠金额创下哈佛大学单笔捐赠纪录。为纪念陈曾熙，接受赠款的哈佛公共卫生学院改名为哈佛陈曾熙公共卫生学院。